# 日本プロボクシング協会
日本プロボクシング協会（にほんプロボクシングきょうかい、英：Japan Pro Boxing Association、JPBA）は、日本のプロボクシングに関連した団体（権利能力なき社団）。全国の一般財団法人日本ボクシングコミッション（JBC）クラブオーナーライセンス保持者経営のボクシングジムによる団体であり、協会に加盟していないジムはJBC管轄下のプロボクサーを養成・管理ができない。公益財団法人日本プロスポーツ協会加盟団体。東日本ボクシング協会（ひがしにほんボクシングきょうかい、英：East Japan Pro Boxing Association、JPBA-East）と所在地や代表者が一致している。

## 歴史
- 1931年2月 「全日本プロフェッショナル拳闘協会」として発足[1]。
この協会には、大日本拳闘会（会長:嘉納健治、野口ジム創始者ライオン野口所属）、日本拳闘倶楽部（会長:渡辺勇次郎）、帝國拳闘会（会長:田邊宗英）、東洋拳闘会（鈴木武）が加盟していた。他の準加盟団体には、高橋鱗三が率いる東京ボクシング倶楽部、伊藤成義が率いる東亜拳闘倶楽部があった。未加盟の団体には、日米拳闘倶楽部（会長:山中利一）、日東拳闘倶楽部（会長:益戸克己）、東京拳闘協会（会長:竹屋春光）、國際拳闘倶楽部（会長:大野重治、国際ボクシングスポーツジムとは無関係）、極東拳闘倶楽部（会長:鶴橋泰四郎）などがあった。大日本拳闘会には葵拳闘倶楽部、大東拳闘倶楽部など下部のジムが所属していた[2]。
- 1934年10月 「全日本拳闘連盟」に改称。
- 1936年 「大日本拳闘連盟」と分裂。
- 1937年 全日本拳闘連盟解散。
- 1940年5月 「東京拳闘連合会」発足。
- 1943年 「大日本拳闘協会」に改称。
- 1944年 大日本拳闘協会解散
- 1946年 「日本拳闘協会」設立。
- 1947年 戦後初の日本王座決定戦開催。
- 1948年 「全日本ボクシング連盟」と分裂。
- 1949年 再統合により「全日本ボクシング協会」発足。
- 1952年4月 日本ボクシングコミッション（JBC）を設立。全日本ボクシング協会解散。
- 1957年5月 「プロモーター協会」「マネージャー協会」「オーナー・クラブ」が相次いで発足。
- 1962年4月 プロモーター協会、マネージャー協会、オーナー・クラブの合同により「日本ボクシング協会」設立。本田明（帝拳ジム会長）が初代会長に就任[3]。
- 1972年5月 「黒い霧事件」。協栄ジム一門が「日本ボクシング協会」を離脱。“第二協会”旗揚げで分裂。
しかし、新人王トーナメントなどは“第二協会”の選手の参加も認められ両協会の交流は続き、当初から和解が模索されていた。
- 1976年11月 前述の“第二協会”と正式に和解し「全日本ボクシング協会」に統合。
- 1982年夏 国際ボクシング連盟（IBF）関連団体として西日本協会会長経験者だった池田久経営の奈良池田ジムがIBF日本設立。同関係者はJBCからライセンス無期限停止で協会から永久追放。
- 1998年10月　これまで準用されていた1978年3月1日施行の「全日本ボクシング協会会則・会規」を変更し、新規加盟金制度（代表者・会長が世界王者経験者は300万、東洋太平洋王者経験者は400万、日本王者経験者は500万、協会が功労者と認めた者は700万円、その他の者は1000万円）を採用[4]。
- 2000年3月 「日本プロボクシング協会」に改称。協会は専用会場の設立など大規模な事業を行うために社団法人化を進め、それを指導する立場にあった文部省の指示で、アマチュアを含むという誤解を避け、プロボクシングを強調する名称に改めた。協会幹部は「社会的に認知される団体になれば、プロボクシングをメジャーなスポーツに発展させやすくなる」と説明している[5]。
- 2008年 JBCが女子プロボクシングを認可。JWBCが発展的に解消してJWBCの総本山であった山木ジムが東日本協会加盟金免除で条件付き参入（2016年正式加盟）。同年10月7日の理事会で、広報活動に力を入れるため、広報準備委員会を立ち上げた。委員長は木更津グリーンベイジム会長の植田昭人が勤めることとなった[6]。
- 2010年春以降は女子のランキング・タイトル管理も（G Legendという名称の興行を定期的に開催する）東日本協会女子委員会がJBCより委託（日本女子王座が創設される2017年まで）。
- 2012年、JPBA内規として世界王座挑戦資格を定める（後述）。

## JBCとの関係
日本プロボクシング界をまとめる組織として協会とは別に一般財団法人日本ボクシングコミッション（JBC）が存在し、協会とJBCは互いに組織上は独立している。日本国内のプロボクシングにおいて、JBCがライセンスやランキング、ルール面、JPBAが興行や育成面を分担している。一方、ボクシングジムが協会に加盟するには、オーナーとして経営に当たる者がJBCクラブオーナーライセンスを取得していることが第一条件となる。
JPBAに加盟する日本各地のジムが主催し、後楽園ホールなどで日々開催されているプロボクシングの試合をJBCが正式なものと認定し、勝敗の結果やそれに伴う選手のランキング移動などを認定する。すなわちJBCの認定なくしては日本で「プロボクシング」のあらゆる試合は成立しない、とJBCは主張しているがルール第1条「日本ボクシングコミッション・コミッショナーは（財）日本ボクシングコミッション（以下JAPAN BOXING COMMISSION=JBC）管轄下で行われる日本での全てのプロフェッショナル・ボクシング（以下プロボクシング）試合公式試合場におけるスパーリング及び慈善試合を含む）を指揮及び監督する権能を有する。」の「JBC管轄下で行われる」の文言は1997年IBF日本活動再開時に独占禁止法違反の回避に盛り込まれた。

## 世界王座挑戦資格
JPBAでは内規として世界王座挑戦資格を定めている。国内での挑戦資格ついては以下の通り。
1. 世界王座獲得経験者、または指名挑戦権を得た選手
2. 日本王座獲得経験者
3. OPBF東洋太平洋王座獲得経験者（シルバー王座から昇格した選手は指名試合を義務付け[7]）
4. WBOアジア太平洋王座獲得経験者（2023年6月の内規変更まではWBO限定[8]）
5. オリンピックまたはアマチュア世界選手権メダリスト

1980年代にも「世界挑戦は日本王座か東洋太平洋王座獲得者に限る」として内規を定めていた時期があった。2007年に亀田大毅が世界戦で起こした反則行為がきっかけとなり内規を復活させる動きがあったものの、地方ジムなどの反対に遭い頓挫した。
上記の内規は2012年にIBF・WBO加盟を議論するに当たり定められた。5.はロンドン五輪金メダリスト村田諒太の挑戦を見据えて2017年4月に追加した（当初の原案でも含まれていた）。4.は同年8月よりWBOアジア太平洋の正式承認により追加。女子については9月の日本王座創設を受けて翌2018年4月より適用する。
WBOアジア王座獲得者の内規変更が報じられたのは1年3か月後の2024年9月であった。その間、WBOアジアパシフィックバンタム級王者の西田凌佑と同女子アトム級王者の山中菫がともにIBF世界王座を獲得しているが、当時は1.に従って認められていた。
海外での挑戦については上記資格をクリアせずとも可能であるが、MRIを受診し健康面で問題がないことを証明することを義務づけている。
また、国内・海外問わず世界王座に挑戦する場合、日本王座は返上しなければならない。

## 役員
加盟ジムを運営するJBCクラブオーナーライセンス保持者が役員を務める。

### 会長
会長職は協会会員の中から選挙で選ばれる。任期は3年。
1940年以前の会長職については、大相撲のように一門別に勝手に協会を名乗り玉石混交だったため詳細不明（正式に統一された協会が出来たのは戦後になってから）。
11代目となる大橋秀行会長以降は東日本協会会長も兼任する決まりとなっている（それ以前にも兼任だった時期があったが、大橋の東日本協会会長就任当時は日本協会副会長だった）。

#### 歴代会長
| 代数 | 氏名       | ジム                         | 期間                   | 備考                                                         |
| ---- | ---------- | ---------------------------- | ---------------------- | ------------------------------------------------------------ |
| 初代 | 本田明     | 帝国拳闘会                   | 1940年5月 - 1957年5月  |                                                              |
| 2代  | 岡本不二   | 不二ボクシングジム           | 1957年5月 - 1962年4月  |                                                              |
| 3代  | 笹崎僙     | 笹崎ボクシングジム           | 1962年4月 - 1972年5月  |                                                              |
| 4代  | 小高伊和夫 | 極東ボクシングクラブ         | 1972年5月 - 1976年11月 |                                                              |
| 4代  | 名子興市   | キングスポーツジム           | 1972年5月 - 1976年11月 | 第二協会                                                     |
| 5代  | 三迫仁志   | 三迫ボクシングジム           | 1976年11月 - 1980年3月 |                                                              |
| 6代  | 金平正紀   | 協栄ボクシングジム           | 1980年3月 - 1982年3月  |                                                              |
| 7代  | 河合哲朗   | 協栄河合ボクシングジム       | 1982年3月 - 1984年3月  |                                                              |
| 8代  | 木村七郎   | 新日本木村ボクシングジム     | 1984年3月 - 1986年3月  |                                                              |
| 9代  | 米倉健司   | ヨネクラボクシングジム       | 1986年3月 - 1989年3月  |                                                              |
| 10代 | 原田政彦   | ファイティング原田ジム       | 1989年3月 - 2010年3月  | 東日本協会会長は2001年退任し後任は輪島功一。退任後は最高顧問 |
| 11代 | 大橋秀行   | 大橋ボクシングジム           | 2010年4月 - 2016年3月  | 東日本協会会長（2007年より）も引き続き兼任                   |
| 12代 | 渡辺均     | ワタナベボクシングジム       | 2016年4月 - 2019年3月  |                                                              |
| 13代 | 花形進     | 花形ボクシングジム           | 2019年4月 - 2022年3月  |                                                              |
| 14代 | 小林昭司   | セレスボクシングスポーツジム | 2022年4月 -            |                                                              |

## 下部組織
| 組織名                 | 管轄地区                                                                 | 備考                               |
| ---------------------- | ------------------------------------------------------------------------ | ---------------------------------- |
| 北日本ボクシング協会   | 北海道・青森・岩手・宮城・秋田・山形・福島・新潟                         | 新人王戦は東日本扱い               |
| 東日本ボクシング協会   | 茨城・栃木・群馬・埼玉・千葉・東京・神奈川・山梨・長野                   | 2010年以降女子の運営をJPBAより委託 |
| 中日本ボクシング協会   | 岐阜・静岡・愛知・三重・富山・石川・福井・滋賀                           |                                    |
| 西日本ボクシング協会   | 京都・大阪・兵庫・奈良・和歌山・鳥取・島根・岡山・徳島・香川・愛媛・高知 |                                    |
| 西部日本ボクシング協会 | 広島・山口・福岡・佐賀・長崎・大分・熊本・宮崎・鹿児島・沖縄             | 独自に西部日本タイトルも運営       |

東日本協会事務局は日本協会と同居、他地区協会事務局は所属ジムの持ち回り。